# Trendalyzer
Trendalyzer es un software de visualización de información para animación de estadísticas que fue inicialmente desarrollado por la Fundación Gapminder de Hans Rosling en Suecia. En marzo de 2007 fue adquirido por Google inc. La versión Beta actual es una aplicación flash precargada con datos históricos y estadísticos sobre el desarrollo de los países del mundo.
La técnica de visualización de información utilizada por Trendalyzer es un gráfico de burbuja interactivo. Por defecto muestra cinco variables: Dos variables numéricas en los ejes X e Y, tamaño y color de la burbuja, y una variable de tiempo que puede ser manipulado con un control deslizante.  El software utiliza técnicas de cepillado y enlazado para mostrar el valor numérico de un país destacado.
Los componentes del software Trendalyzer, particularmente el "Flash-based Motion Chart gadget", está disponible para uso público como parte de API de visualizaciones de Google.